# Achterdiekpark
Der Achterdiekpark ist ein kleiner Park in Bremen, im Stadtteil Bremen-Oberneuland. Der Park ist zirka 8 Hektar groß und umfasst sieben Teiche. Er wird von der Privatinitiative Achterdiekpark e. V. unterhalten.

## Geschichte
Die Fläche des Achterdiekparks wurde bis 1961 landwirtschaftlich genutzt. Von 1961 bis 1966 wurde hier eine Tierhandelsfirma betrieben, von 1966 bis 1973 schließlich der Zoo Bremen. 1976 erfolgte die Gründung einer Bürgerinitiative Vereinigung zum Schutz des ehemaligen Tierparkgeländes mit der Zielsetzung, das Gelände als Parkanlage zu erhalten und weiterzuentwickeln. Dabei soll der Naturschutzgedanke berücksichtigt und ein Naherholungsgebiet für die Bremer Bürger geschaffen werden.
1978 wurde ein Bolzplatz und 1980 ein Spielplatz angelegt. Der Verein wurde 1981 in Achterdiekpark e. V. umbenannt. 1993 wurde der Verein erstmals  an den Erlösen der Bürgerpark-Tombola beteiligt.

## Situation heute
Ziel der Vereinigung ist es, den Bremer Bürgerinnen und Bürgern die Vielfalt der norddeutschen Landschaft näherzubringen. Das Gelände steht unter Landschaftsschutz. Flora und Fauna werden unter Berücksichtigung von Umwelt- und Naturschutzgedanken geschützt. Aber auch der Erholungswert in der Natur für die Stadtbewohner ist ein von der Vereinigung gestecktes Ziel. Das Wegenetz im Gelände ist so angelegt, dass Besucher die landschaftlich attraktiven Ecken problemlos per Fuß oder per Fahrrad erreichen und die Natur dort erleben können. Ein alter Holzbestand, ergänzt durch viele neu angepflanzte Bäume und Büsche, und verschiedene Tümpel mit einer Vielfalt von Amphibien prägen den Naturpark. Frösche, Kröten, Molche und Libellen haben in diesem Feuchtgebiet im Laufe der vergangenen Jahre wieder einen neuen Lebensraum gefunden. Gerade die Existenz der Gewässer ist deshalb besonders wichtig, da dadurch die Überlebenschancen verschiedener Tier- und Pflanzenarten in unserer modernen, belasteten Industriegesellschaft gewährleistet sind.
Langfristig ist davon auszugehen, dass im Umfeld des Parks neue Bebauungen erfolgen werden. Es ist damit zu rechnen, dass mehr in unmittelbarer Nähe des Parks lebender Menschen diesen auch intensiver nutzen. Das gilt auch für eine wachsende Anzahl von Kindern, die den Spiel- und Bolzplatz nutzen. Es bestehen Befürchtungen, dass die vermehrte Anzahl an Besuchen des Parks zu einer Überlastung der Infrastruktur führen, so dass eine Ausdehnung der Grünflächen wünschenswert wäre.